# Brennelemente-Zwischenlager Gundremmingen
Das Brennelemente-Zwischenlager Gundremmingen (BZM; ehemals Standort-Zwischenlager Gundremmingen (SZM)) ist ein Lager für hochradioaktive Abfälle am Standort des Kernkraftwerks Gundremmingen.

## Geschichte
Die Genehmigung für das BZM wurde 2000 beantragt und erfolgte 2003. Das Lager wurde am 25. August 2006 mit der Einlagerung des ersten Behälters vom Typ CASTOR V/52 in Betrieb genommen. Somit läuft die auf 40 Jahre befristete Genehmigung im Jahr 2046 aus.
Seit dem 1. Januar 2019 ist die BGZ Gesellschaft für Zwischenlagerung die Betreibergesellschaft des BZM.

## Daten
Das Brennelemente-Zwischenlager Gundremmingen hat insgesamt 192 genehmigte Stellplätze für Zwischenlagerbehälter. Aktuell lagern 145 Behälter vom Typ CASTOR V/52 (Stand 31. Mai 2025), insgesamt sollen 176 Behälter eingelagert werden.
Das genehmigte Maximalinventar des Lagers beträgt 6,0 MW sowie 2,4 x 1020 Bq.
Das nach dem WTI-Konzept ist 104 m lang, 38 m breit und 18 m hoch.

## Zwischenfälle
Mit Stand vom 31. Dezember 2023 gab es im Brennelemente-Zwischenlager noch keine meldepflichtigen Ereignisse gemäß Atomrechtlicher Sicherheitsbeauftragten- und Meldeverordnung.